# Petit Séminaire Saint-Joseph

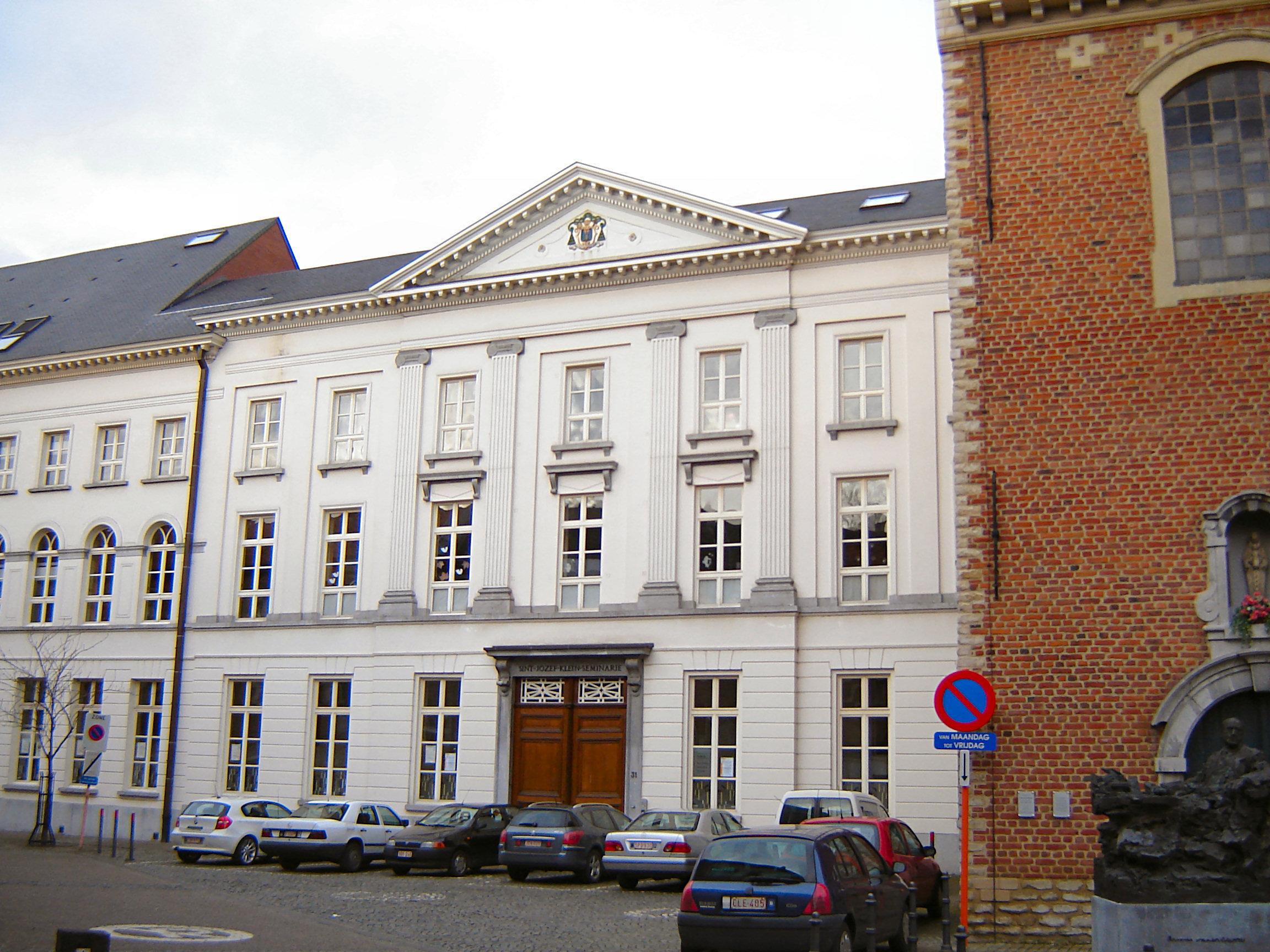
Façade du XVIIIe siècle

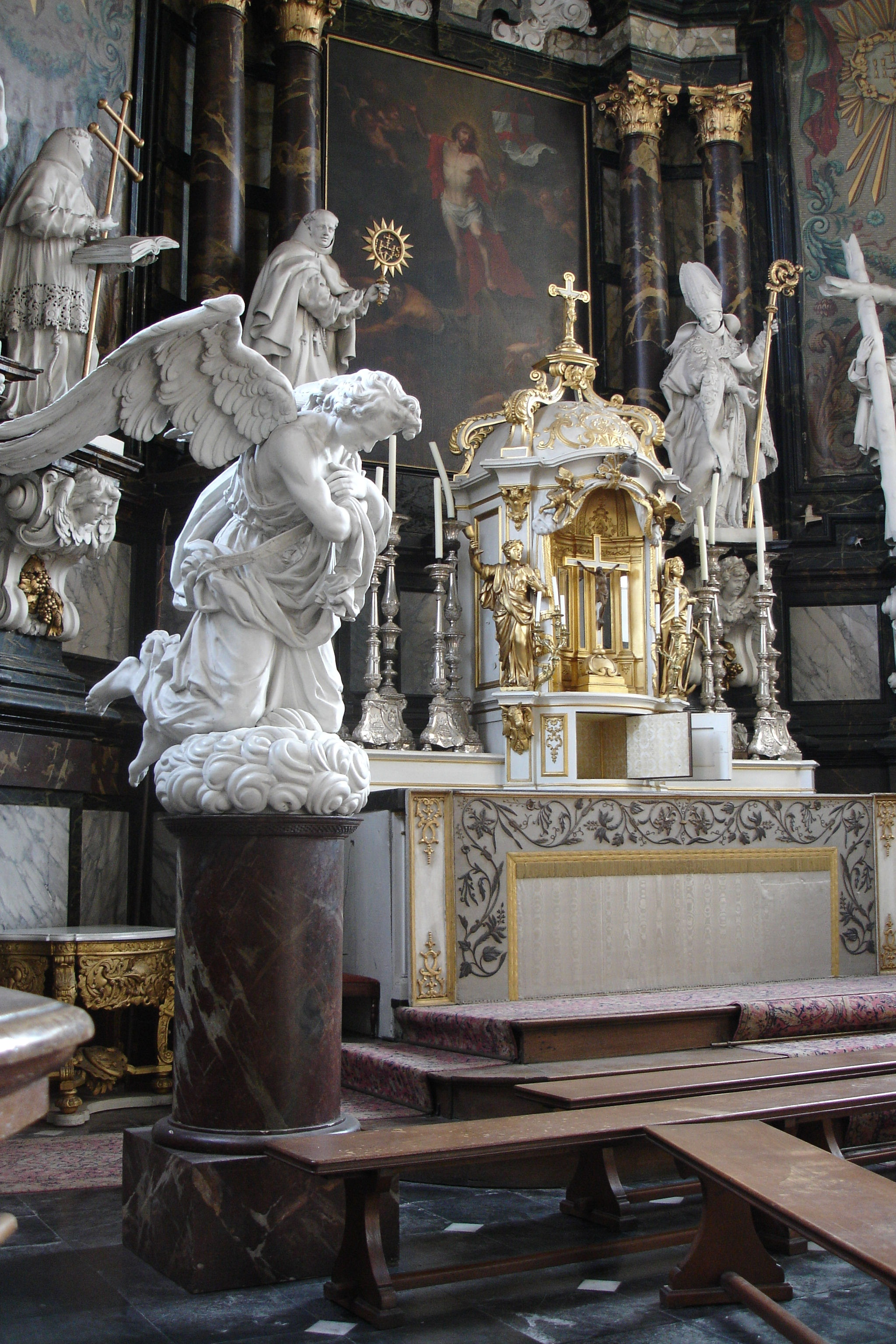
Les sculptures de Jan Boeksent dans l'église

Le Petit Séminaire Saint-Joseph (en néerlandais : Sint-Jozef Klein Seminarie [SJKS]) est une institution catholique d'enseignement secondaire sise à Saint-Nicolas en Flandre orientale (Belgique). Construits au XVIIe siècle comme couvent franciscain, les bâtiments abritèrent le petit séminaire du diocèse de Gand à partir de 1808 jusqu'à la fin du XXe siècle.   

## Histoire
La chapelle Saint-Antoine, un saint franciscain, a été construite au XVIIe siècle par les franciscains qui y vécurent jusqu'à la Révolution française. L'intérieur de l'église est de style baroque; il est connu pour ses grandes sculptures de Jan Boeksent. 
L'église est vendue plus tard à Mgr de Broglie qui convertit l'ancien monastère en un petit séminaire, dédié à Saint Joseph. Beaucoup de prêtres du diocèse de Gand y ont reçu leur première formation ecclésiastique. Pour le centenaire du séminaire le  pape Pie X envoya sa bénédiction pontificale en 1908.
Aujourd'hui (2017), le séminaire est fermé. Les bâtiments abritent une école secondaire catholique. À la fin du siècle dernier, l'ancien escalier principal a été la proie des flammes.

## Personnalités
Firent une partie de leurs études ecclésiastiques au séminaire Saint-Joseph:
- Honoré Jozef Coppieters, évêque de Gand.
- Henri-Charles Lambrecht, évêque de Gand.
- Oscar Joliet, évêque de Gand.
- Antoon Stillemans, évêque de Gand.
- Gustaaf Joos, prêtre du diocèse de Gand et cardinal.
- Henry Gabriels, évêque d'Ogdensburg.
- Augustin Van de Vyver, évêque de Richmond.
- Camil Van Hulse
- Le bienheureux Édouard Poppe, prêtre du diocèse de Gand
- Anton van Wilderode